# Le Mesnil-Simon, Calvados
Le Mesnil-Simon är en kommun i departementet Calvados i regionen Normandie i norra Frankrike. Kommunen ligger i kantonen Lisieux 3e Canton som ligger i arrondissementet Lisieux. År 2022 hade Le Mesnil-Simon 157 invånare.

## Befolkningsutveckling
Antalet invånare i kommunen Le Mesnil-Simon
Referens:INSEE